# Skinner Saddle
Der Skinner Saddle ist ein hoher, breiter und verschneiter Bergsattel in der antarktischen Ross Dependency. In den Churchill Mountains östlich des Mount Durnford liegt er im nördlichen Teil der Darley Hills.
Die Nordgruppe einer von 1960 bis 1961 durchgeführten Kampagne im Rahmen der New Zealand Geological Survey Antarctic Expedition nutzte den Pass bei der Durchquerung des Gebirges und benannte ihn. Namensgeber ist der Geologe David Norman Bryant Skinner (* 1938), der an dieser Kampagne beteiligt war.